# Xenusion auerswaldae
Lo xenusion (Xenusion auerswaldae) è un animale estinto forse imparentato con gli artropodi, vissuto nel Cambriano inferiore o forse addirittura nel Neoproterozoico (circa 560 milioni di anni fa). Gli unici due resti fossili conosciuti provengono da un masso erratico glaciale nell'isola di Hiddensee in Germania, originatosi probabilmente nella formazione Kalmarsund della Svezia meridionale (Jaeger e Martinsson, 1966).

## Descrizione
I due esemplari non sono molto ben conservati, ma permettono di distinguere varie strutture presenti sul corpo dello xenusion. L'esemplare tipo, incompleto, è lungo circa 10 centimetri e mostra un corpo stretto e segmentato. Una depressione corre per tutto il corpo, tranne che nei primi segmenti. Ciascuno dei nove segmenti corporei è provvisto di un paio di spine. Vi è una coda leggermente bulbosa, mentre ogni segmento sembra possedere un singolo paio di corte zampe annulate, simili a quelle degli odierni onicofori, dotate di striature parallele ma sprovviste di artigli. Le zampe di quello che potrebbe essere il segmento più avanzato mancano dall'esemplare, così come la testa. L'altro esemplare sembra conservare la parte del corpo mancante nell'olotipo. Ciò permette la ricostruzione dell'intero animale, che doveva essere lungo circa 20 centimetri ma conservava un tipo di organizzazione anatomica relativamente semplice, essendo sprovvisto di organi cefalici evidenti.

## Antenato degli artropodi?
È stato suggerito che lo xenusion, descritto per la prima volta da Pompeckj nel 1927, fosse un animale articolato ancestrale, originatosi da un antenato simile a un verme priapulide. Lo stesso xenusion potrebbe essere un antenato del lobopode Aysheaia del Cambriano medio, che esibisce dei tratti caratteristici dei tardigradi. È stato quindi proposto di classificare questi due animali nella nuova classe Xenusia, ancestrale sia agli onicofori che ai tardigradi. È possibile che gli Xenusia possano essere stati anche gli antenati degli artropodi e degli anellidi.

## Altre interpretazioni
Beverly Tarlo ha reinterpretato i resti di Xenusion come esemplari della fauna di Ediacara, dall'aspetto simile a quello degli odierni pennatulidi; una ricostruzione convincente di questa interpretazione è stata presentata da McMenamin, ma tuttora esistono notevoli discordanze tra gli scienziati. Recenti ricerche, comunque, sembrano supportare l'ipotesi originale. La presenza di tracce fossili di vermi (“scoliti”) nella formazione Kalmarsund potrebbe significare che Xenusion sia meno antico rispetto ai fossili di Ediacara.